# Francisco Bao Rodríguez
Francisco Bao Rodríguez, més conegut com a Sansón (Vigo, Pontevedra, 20 d'abril de 1924 - 13 de febrer de 2012), va ser un futbolista gallec que jugava com a defensa. Va jugar durant quinze temporades, entre 1939 i 1956, en les quals va militar al RC Celta de Vigo, la Cultural Leonesa, l'Sporting de Gijón -equip amb el qual va aconseguir un ascens a Primera Divisió la temporada 1943-44-, el Reial Oviedo i el Xerez CD.
Va mantenir durant més de 80 anys el rècord de ser el futbolista més jove a debutar a Primera Divisió, a l'edat de 15 anys i 255 dies, la temporada 1939-40, fins que va ser superat el 2020 pel futbolista mexicà-argentí Luka Romero, que va debutar amb el RCD Mallorca amb 15 anys i 219 dies.

## Clubs
| Club                         | Anys      |
| ---------------------------- | --------- |
| R. C. Celta de Vigo          | 1939-1941 |
| Cultural y Deportiva Leonesa | 1941-1943 |
| Real Sporting de Gijón       | 1943-1945 |
| Reial Oviedo                 | 1945-1950 |
| R. C. Celta de Vigo          | 1950-1955 |
| Xerez C. D.                  | 1955-1956 |

## Palmarès
Amb l'Sporting de Gijón:
- Segona Divisió A: 1943-44